# Greoni, Caraș-Severin
Greoni este un sat în comuna Grădinari din județul Caraș-Severin, Banat, România.
Satul este situat la 7 km de localitatea Oraviţa și este despărţit în două de şoseaua Oraviţa-Timişoara. Greoniul este un sat de câmpie, aşezat între râul Caraş şi pârâul Lişava. Despre înfiinţarea localităţii date sigure ori documente nu există. Tradiţia spune că erau doi fraţi: Gheorghe şi Pătru. Aceştia s-au aşezat cu turmele lor pe malul drept al Lişavei, Pătru în partea de răsărit şi Gheorghe în partea de apus. Şi ca păstorii lor să nu se certe pentru păşune, s-au învoit ca linie de despărţire să le fie actualul drum care lega atunci părţile Almăjului de ale Timişoarei. Cu timpul s-au format două aşezări, Pătrovăţ şi Greoni. Mai târziu s-a format un singur sat sub numele de Greovăţ. Înaintea războiului s-a schimbat numele în Gerocz, iar după 1 Decembrie 1918 a primit numele de Greoni. Totuşi şi azi mai persistă cele două denumiri: Pătrovăţ şi Greoni, locuitorii lor numindu-se pătrovițeni sau greonenţi.

## Legături externe

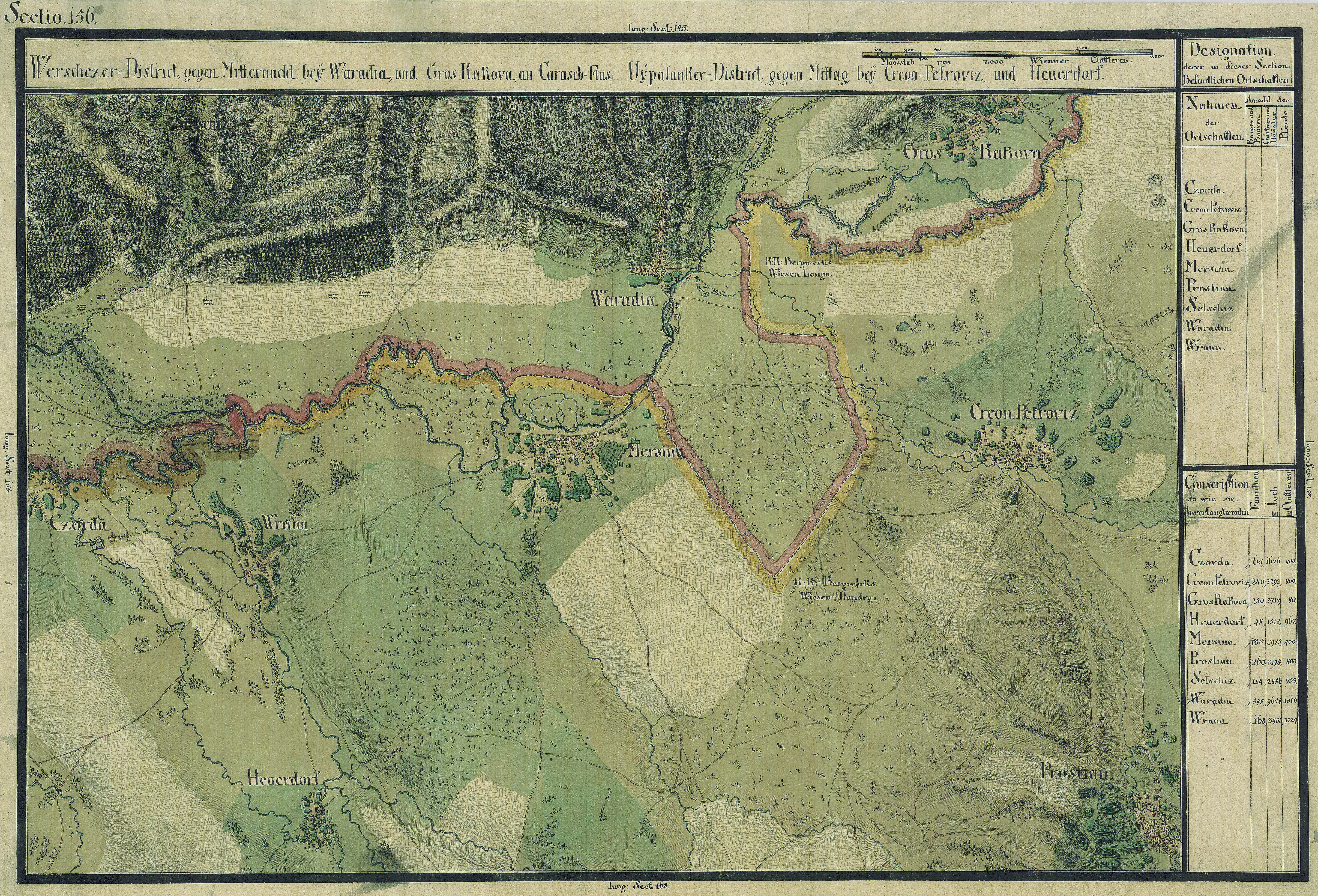
Greoni în Harta Iosefină a Banatului, 1769-72